# Том Опачић
Том Опачић (енгл. Thomas Opacic; 7. септембар 1994) професионални је аустралијски рагбиста српскога порекла, који тренутно игра за енглески рагби 13 клуб Хал Кингстон роверсе у Супер лиги.

## Биографија
Родио се у држави Квинсленд. 

### Рагби 13 каријера
Игра у дијагонали, на позицији центра. У млађим категоријама наступао је за Редклиф долфинсе. 
Професионалну каријеру започео је 2016. у тиму Бризбејн бронкоси. Дебитовао је у НРЛ-у у утакмици против Кантербери Бенкстаун булдогса. Са Бризбејном је потписао двогодишњи уговор.
Повредио је раме 2017. 
2019. Том Опачић прелази у Норт Квинсленд каубојсе. Дебитовао је у новом клубу у првом колу НРЛ-а против Сент Џорџ Илавара дрегонса.
2021. је прешао да игра за Парамата илсе, са којима је потписао једногодишњи уговор. Постигао је два есеја у победи на Вестс тајгерсима.
2023. одлази у Европу и потписује двогодишњи уговор са Хал Кингстон роверсима. Играо је у финалу Купа изазивача, када су изгубили од Лифа, као и у полуфиналу Суперлиге, када је Хал поражен од Вигана. 
- 2016. - 9 утакмица, 4 есеја, 16 поена[6]
- 2018. - 10 утакмица, 11 есеја, 44 поена
- 2019. - 19 утакмица, 7 есеја, 28 поена
- 2020. - 5 утакмица, 2 есеја, 8 поена
- 2021. - 21 утакмица, 7 есеја, 28 поена
- 2022. - 19 утакмица, 7 есеја, 28 поена
- 2023. - 30 утакмице, 9 есеја, 36 поена
- 2024. - 13 утакмица, 3 есеја, 12 поена